# Escuela de Caballería
La Escuela de Caballería "General de División Isaac de Oliveira Cézar" es un instituto de perfeccionamiento del Ejército Argentino con asiento en la guarnición militar de Campo de Mayo.

## Historia
En el contexto de la profesionalización del Ejército Argentino emprendida desde finales del siglo XX, fue creada por decreto del presidente Julio Argentino Roca con fecha 17 de agosto de 1904. La Escuela de Caballería, al inicio dependiente del Ministerio de Guerra, estuvo ubicada en las tierras donde posteriormente fue erigida la Escuela Superior de Guerra. En 1911 trasladó sus instalaciones al El Palomar.
Su primer director fue el teniente coronel Isaac de Oliveira Cézar, un oficial de caballería con trayectoria en el arma.
En 1925 quedó integrada con el Regimiento 2 de Caballería -regimiento escuela- pasando a denominarse Escuela de Caballería (C2) permaneciendo en Campo de Mayo. En 1936 quedó segregada del C2 y la superioridad le impuso la denominación Escuela de Caballería y Equitación. En 1939 modificó su organización como Regimiento de Caballería Escuela aunque en 1942 volvió a denominarse Escuela de Caballería.
El 4 de junio de 1943 participó del alzamiento militar que terminó en el derrocamiento del presidente Ramón S. Castillo bajo el mando del director teniente coronel Leopoldo Ornstein. En la marcha se produjo un enfrentamiento armado entre unidades del Ejército -incluyendo la Escuela de Caballería- y efectivos de la Escuela de Mecánica de la Armada, que terminó con muertos y heridos. Eliminado el obstáculo, avanzó hasta la Casa Rosada desfilando frente al general de división Arturo Rawson.
El fallido alzamiento del general de división Benjamín Menéndez contra Juan Domingo Perón, con la participación de oficiales de la Escuela, el 28 de septiembre de 1951, determinó el alejamiento de Campo de Mayo. Así, la superioridad dispuso su traslado a Mercedes, provincia de Corrientes, el 15 de septiembre de 1952. Quedó formada junto al Regimiento 9 de Caballería, formando la Escuela de Caballería (C9). Con la Revolución Libertadora, las nuevas autoridades la devolvieron de regreso a Campo de Mayo, segregada del C9.
El 30 de enero de 1958 la superioridad constituyó el Centro de Instrucción de Caballería (CIC), integrado por la Escuela de Caballería, que en 1961 recibió una dotación de tanques M41 Walker Bulldog. Su primer jefe fue el coronel Julio Rodolfo Alsogaray. En una reestructuración del Ejército, quedó disuelto el CIC, retomando su denominación tradicional el 16 de noviembre de 1964 .